# Куклин, Владимир Михайлович
Владимир Михайлович Куклин (род. 25 сентября 1948, г. Черновцы) — советский и украинский физик, доктор физико-математических наук, профессор, с 2005 года заведующий кафедрой искусственного интеллекта Харьковского университета.

## Биография
Отец — Куклин Михаил Сергеевич, военный врач (род . в г. Москва 20 сентября 1914 г.). Мать — Куклина (Третьякова) Вера Леонидовна (род. в г. Харьков 22 августа 1925 г.). Брат Сергей 1953 г.р. — финансовый менеджер. Жена — Куклина Надежда Александровна (1954−2015) — заслуженный юрист Украины; дочь — Куклина Оксана Владимировна 1977 г.р. PhD.
Школьные годы провел в Западной Украине и Польше, заканчивал обучение в г. Харькове. Выпускник 27 физико-математической школы г. Харькова 1966 года. Окончил с отличием физико-технический факультет Харьковского государственного университета им. А. М. Горького (в настоящее время — Харьковский национальный университет им. В. Н. Каразина).
С 1972 по 1988 год научный сотрудник этого университета, где защитил кандидатскую PhD (1977) и докторскую DS (1987) диссертации по теоретической физике. С 1992 года профессор кафедры материалов реакторостроения.
Принимал активное участие в создании в Харьковском университете факультета компьютерных наук. С момента организации факультета исполняющий обязанности заведующего, а с 2005 года заведующий кафедрой искусственного интеллекта.

## Деятельность в области физики
Автор трех монографий, девяти обзоров и 170 научных работ. Результаты исследований в области плазменной электроники представлены в монографии [1] опубликованной совместно с руководителем PhD диссертации проф. Кондратенко А. Н. Также разработана корректная теория гидродинамического динамо [2], получена универсальная система уравнений, описывающая турбулентно-волновую неустойчивость [3], обобщен подход к описанию спонтанных и индуцированных процессов для частиц и токов в непрерывных средах [4], определены параметры нагрева ионов в одномерных моделях Захарова и Силина модуляционной неустойчивости ленгмюровских волн [5], изучены структурно-фазовые превращения в тонких слоях конвективно неустойчивой жидкости и газа [6], найден новый порог индуцированного излучения и показана возможность формирования пилообразных импульсов [7], предложено новое представление о природе эффекта Мессбауэра [8], представлен механизм образования самоподобных структур в модуляционно-неустойчивых средах [9], обобщена теория мощного гиротрона с учётом наличия плазмы в активной зоне [10]. Практически все представляющие интерес результаты многолетних исследований представлены уже в третьем тираже книги «Избранные главы. (теоретическая физика)».
Сотрудничал с акад. В. М. Яковенко с коллегами (ИРЭ, Харьков); с проф. Ю. О. Романовим с коллегами (ГГУ, Горький); с акад. А. Г. Загородним (ИТФ, Киев), c проф. С. С. Моисеевым c коллегами (ИКИ, Москва), с проф. В. П. Силиным (ФИАН, Москва), с акад. Я. Б. Файнбергом и его коллегами (ХФТИ, Харьков), с проф. Л. Письменом (ТЕХНИОН, Хайфа), проф. К. Шунеманом (TUHH , Гамбург). Представлен в составе совета по физике плазмы и плазменной электронике Национальной Академии наук и научного совета Министерства образования Украины «Изучение проблем естествознания», награждён за подготовку специалистов высокой квалификации Почетными грамотами президиума Национальной Академии наук и Министерства образования Украины, член бюро Украинского физического общества первых нескольких созывов. Член редколлегии Вестника Харьковского национального университета имени В. Н. Каразина: серия «Математическое моделирование. Информационные технологии. Автоматизированные системы управления».

## Деятельность в области экономической теории
В связи с резким уменьшением финансирования физики в странах бывшего СССР освоил ряд новых специальностей. В частности, в 1994—1995 годах был приглашен на должность штатного профессора кафедры управления проектами Московского государственного строительного университета. Подготовленный им в это время аудиовизуальный курс лекций по макроэкономике активно использовался в системе интенсивного обучения на основе информационных технологий в ряде ВУЗов г. Москвы. С 1995 по 2008 годы по совместительству вел занятия по финансовым дисциплинам и макроэкономике в Харьковском национальном политехническом университете «ХПИ». Опыт работы в региональных экономических и политических проектах, а также аналитическая деятельность, позволили за это время собрать материал для публикации ряда книг по макроэкономике, финансовому менеджменту и вопросам коммерциализации высоких технологий. Среди которых следует отметить выпущенную в 1997 году совместно с братом С. М. Куклиным широко известную монографию «Парадоксы украинских реформ» [11]. С середины 90 годов также опубликовано в периодической печати несколько десятков статей по социально-экономическим проблемам.

## Работы в области информационных систем
В 2005 году опубликована совместно с проф. Л. Н. Ивиным, создателем первой на Украине кафедры современного менеджмента, адаптированная для широкого круга читателей книга «Информационная экономика» [12]. Разработаны курсы лекций в области информационных систем и искусственного интеллекта [13].Представление знаний и операции над ними. Учебное пособие / В. М. Куклин. -Х.: ХНУ имени В. Н. Каразина, 2019. 180 с.
Редакционная деятельность: Отредактированы и выпущены два из опубликованных трех выпусков коллективной монографии — научные труды НАН Украины и ХНУ имени В. Н. Каразина — первый выпуск серии «Проблемы теоретической и математической физики» [14].

## Литературная деятельность
Представляют интерес изданные в разные годы эссе, собранные в 2008 году в сборник «О пользе размышлений» [15], в 2013—2014 годах в сборник «Разбуженный мир» [16] и в 2016 году в сборник «Камни преткновения» [17]. Опубликовано исследование экспансии культуры и науки древних эллинов в течение двух тысячелетий [18].

## Публикации
1.Анатолий Николаевич Кондратенко; Владимир Михайлович Куклин (1988). Основы плазменной электроники. Энергоатомиздат. ISBN 978-5-283-03903-9. Kondratenko A.N., Kuklin V.M./ Plasma electronic principles — М. : Energoatomizdat, 1988. — 320 P.
2. Kirichok A.V. and Kuklin V.M. Distributed defects in mature dissipative structures. Phys. Scripta. — 1995. — № 52. — Р. 492—497; Allocated Imperfections of Developed Convective Structures. Physics and Chemistry of the Earth Part A 1999, № 6, p. 533—538.
3. Kirichok A.V., Kuklin V.M., Panchenko I.P., S.S. Moiseev. Wave-Turbulence Instability in Nonequilibrium Hydrodynamics Systems. / Physics and Chemistry of the Earth Part A 1999, № 6, р. 539—545, Докл. НАНУ, 1994, № 11, с. 85.
4. Kirichok A. V., Kuklin V. M. A Theory of Some Nonlinear Processes in Plasma in Terms of the Spontaneous and Induced Radiation // Phys. Scripta, 11/2010; 82(6):065506.
5. Kirichok A.V., Kuklin V.M., Pryjmak A.V., Zagorodny A.G. Ion heating, burnout of the HF field and ion sound generation with the development of modulation instability of an intensive Langmuir wave in a plasma. Physics of Plasmas, 22, 092118 (2015); A.V. Kirichok, A.G. Zagorodnii, V.M. Kuklin "1d models of the modulational instability of intense Langmuir oscillations in a plasma based on Silin’s and Zakharov’s equations. Physics-Uspekhi (Advances in Physical Sciences), Issue 7, 2016.
6. I.V. Gushchin, A.V. Kirichok, V.M. Kuklin. Structural-phase transitions and state function in unstable convective medium/ VANT, 2015 N4 — series «Plasma Electronics and New Methods of Acceleration» p. 252—254. http://vant.kipt.kharkov.ua/TABFRAME.html
7. A.V. Kirichok, V.M. Kuklin, A.V. Mischin, A.V. Pryjmak, A.G. Zagorodny. On the formation of pulses of coherent radiation in weakly inverted media/ VANT, 2013, N.4 (86). — series «Plasma Electronics and New Methods of Acceleration» issue 8, P.267-271; 2015, N4, p.255-257. http://vant.kipt.kharkov.ua/TABFRAME.html ж On the nature of periodically pulsating radiation sources //arXiv preprint arXiv / 1610.04628v1 [quant-ph] — 2016
8. Kirichok A. V., Kuklin V. M., Zagorodny A. G. On the emission spectrum of oscillator trapped in a potential well. // VANT, 2013, N.4 (86); 2015, P.256-259. http://vant.kipt.kharkov.ua/TABFRAME.html; On the nature of the Mossbauer effect // arXiv preprint arXiv:1701.06223v1 [quant-ph] — 2017.
9. V.M. Kuklin . The role of the absorption and dissipation of energy for the formation of special nonlinear structures in the non-equilibrium media / Ukr. J. Phys. Reviews 2004, Vol. 1, N 1 P. 49-81.
10. Отчет по гранту PST EV N 978763, NATO Science Programm Cooperative Science & Technology Sub-Programme, 2002.; Kuklin V. M., Puzyrkov S. Yu. , Schunemann K., Zaginaylov G. I. / Influence of low-density Plasma on Gyrotron Operation. / Ukr. J. Phys. 2006, V. 51, № 4, P. 358—366.
http://www.ujp.bitp.kiev.ua/?lang=uk
11.Парадоксы украинских реформ / В. М. Куклин, С. М. Куклин; ХГУ. — Л.: ГраМ, 1997. — 327 с. http://zakoni.com.ua/node/343
12. Информационная экономика / Л. Н. Ивин, В. М. Куклин. — Х.: Кросроуд, 2005. — 436 с.
https://web.archive.org/web/20180201101046/http://www-csd.univer.kharkov.ua/chairs/16#eng
13. Введение в методы программных решений / Е. В. Белкин, А. В. Гахов, А. М. Горбань, В. М. Куклин. В. М. Лазурик, А. С. Петренко, М. Ю. Силкин, В. В. Яновский; под ред. проф. В. М. Куклина. — Х.: ХНУ им. В. Н. Каразина, 2011.- 308с. https://web.archive.org/web/20180201101046/http://www-csd.univer.kharkov.ua/chairs/16#eng
14. Проблемы теоретической физики. Научные труды. ред. вып. В. М. Куклин. — Х. : ХНУ имени В. Н. Каразина, 2014. — Вып. 1. — 532 с; 2017. — Вып. 2. — 376 с. (Сер. «Проблемы теоретической и математической физики»; под общ. ред. А. Г. Загороднего, Н. Ф. Шульги). http://dspace.univer.kharkov.ua/handle/123456789/47/browse?type=author&sort_by=1&order=ASC&rpp=20&etal=3&value=%D0%9A%D1%83%D0%BA%D0%BB%D0%B8%D0%BD%2C+%D0%92.%D0%9C.&offset=20
15.О пользе размышлений. Эссе. [Текст]: Сб. эссе / В. М. Куклин. — Харьков.: ХНУ им. В. Н. Каразина, 2008,- 216с.http://www-csd.univer.kharkov.ua/content/files/cat16/o_polze_razmishleniy.pdf
16. Разбуженный мир: Эссе / В. М. Куклин. — Х. : ХНУ имени В. Н. Каразина, 2013—2014. — 216 с.
http://www.univer.kharkov.ua/images/redactor/news/2013-11-01/Kuklin.pdf
17.Камни преткновения: Эссе / В. М. Куклин. — Х. : ХНУ имени В. Н. Каразина, 2017. — 216 с.
18. Скользкие ступени эволюции : в двух частях. Часть I. До и после Рима / В. М. Куклин. — Харьков: ХНУ имени В. Н. Каразина, 2020. — 282 с. http://dspace.univer.kharkov.ua/handle/123456789/15930

## Цитаты
- Жизнь, как нам подсказывают философы, не имеет цели. Это процесс, один из многих во Вселенной. Лишь сами люди наполняют свою жизнь смыслом.